# The Anarchist Cookbook
The Anarchist Cookbook [Llibre de cuina de l'anarquista] és un llibre de William Powell, publicat per primera vegada el 1971 i escrit com un manifest contra el govern dels Estats Units i la Guerra del Vietnam. El llibre conté receptes i instruccions per a la fabricació d'explosius casolans, bombes de fum, drogues recreatives, falsificació de diners i dispositius per al sabotatge de les telecomunicacions, entre altres indicacions.
Amb el temps, Powell es va convertir a l'anglicanisme, va renegar de les seves idees anteriors i el 2007 va demanar que el llibre fos retirat de circulació. Tanmateix, el copyright pertany a l'editor i Powell no té cap control de publicació sobre l'obra.